# Unzeitgemässe Betrachtungen
Unzeitgemässe Bretrachtungen (Consideracions intempestives) agrupa quatre obres del filòsof Friedrich Wilhem Nietzsche, escrites entre els anys 1873 i 1876.
L'obra consta d'un recull de quatre assaigs (d'un total de 13 projectats) sobre la condició contemporània de la cultura europea, especialment l'alemanya. Va aparéixer-ne un cinqué assaig, publicat pòstumament, amb el títol Nosaltres, filòlegs, i plantejava com a "tasca per a la filologia: desaparéixer". Ací Nietzsche analitza les limitacions del coneixement empíric i presenta el que apareixeria condensat en aforismes posteriors. Combina la ingenuïtat del naixement de la tragèdia amb el seu estil polèmic més madur. És l'obra més "humorística" de Nietzsche, en especial per l'assaig David Strauss: el confessor i l'escriptor.

## Publicació
En els quaderns de Nietzsche n'hi ha molts plans diferents per a la sèrie, la majoria dels quals mostren tretze assaigs. Els títols i temes varien amb cada entrada; el projecte fou concebut per a durar sis anys (un assaig cada sis mesos). Un esquema típic datat en la "Tardor del 1873" diu:
1. El filisteu en la cultura.
2. Història.
3. El filòsof.
4. L'erudit.
5. Art.
6. El mestre.
7. Religió.
8. Estat, guerra, nació.
9. La premsa.
10. Ciències naturals.
11. Societat folklòrica.
12. Comerç.
13. Llenguatge.
Nietzsche abandonà el projecte després d'haver-ne acabat només quatre assaigs, i sembla perdre-hi interés després de la publicació del tercer.

## David Strauss, el confessor i escriptor
En David Strauss: el confessor i l'escriptor, Friedrich Nietzsche critica l'obra de Strauss L'antiga i la nova fe: una confessió (1871), que considera un exemple del pensament alemany actual. Friedrich Nietzsche qualifica la "nova fe" de David Strauss (mecanisme universal científicament determinat que es basa en el progrés de la història) com una lectura vulgar de la història al servei d'una cultura degenerada, i ataca no únicament l'obra, sinó també l'autor, com a filisteu de la pseudocultura.

## Sobre la utilitat i el prejudici de la història per a la vida

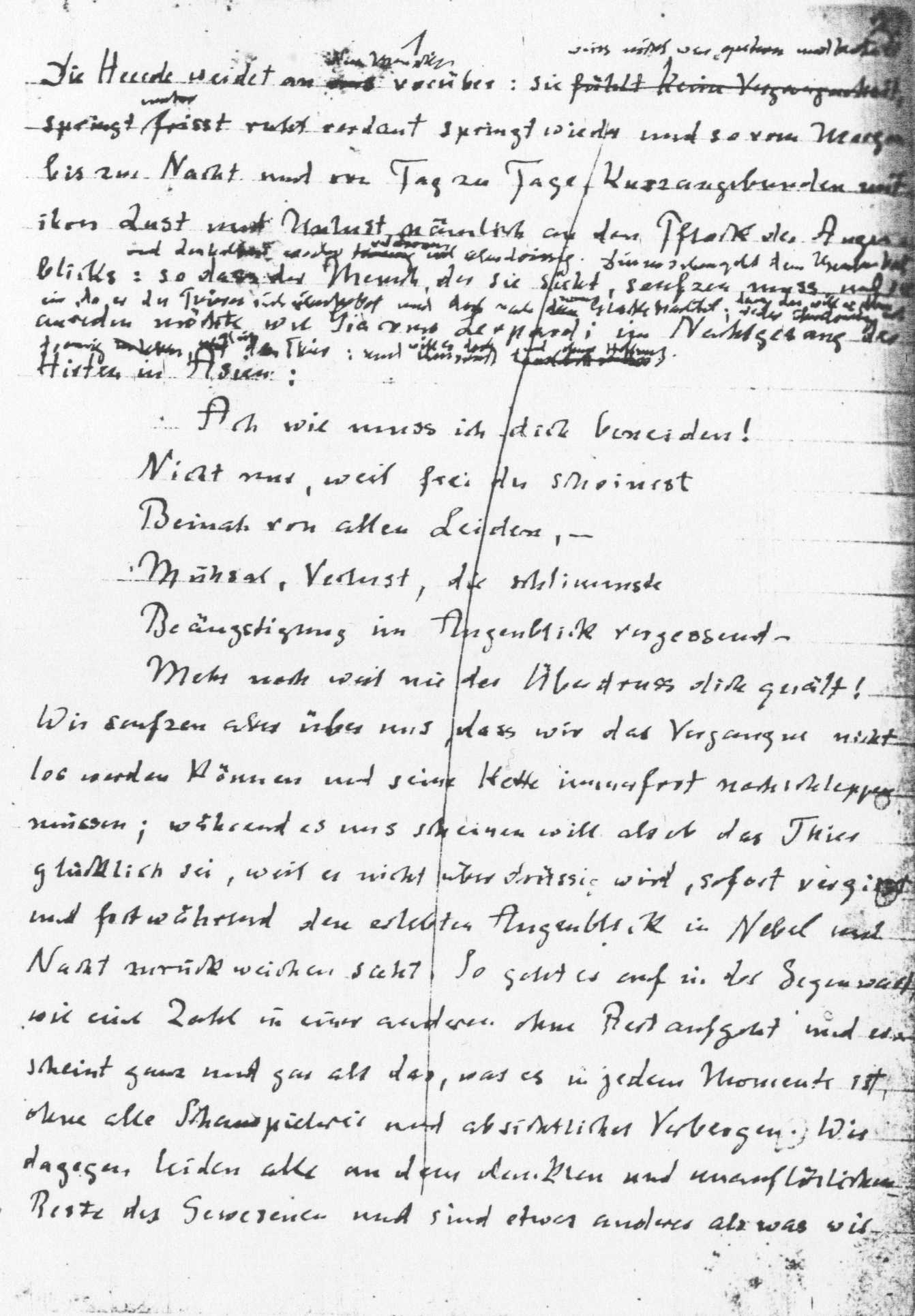
Esborrany de la segona intempestiva

<i>Sobre la utilitat i el prejudici de la història per a la vida</i> mostra, en comptes de la visió predominant del "coneixement com a fi en si mateix", una manera alternativa de comprendre la història, en què viure la vida n'esdevé la preocupació major, amb una descripció de com això milloraria la salut d'una societat. També introdueix un atac contra els preceptes bàsics de l'humanisme clàssic.
En aquest assaig, Nietzsche ataca tant l'historicisme humà (la idea que l'ésser humà és creat al llarg de la història) com la idea que es pot tenir un concepte objectiu de l'ésser humà, ja que un aspecte important seu rau en la seua subjectivitat. Nietzsche amplia la idea que l'essència humana no rau al seu interior, sinó més aviat per sobre, en l'assaig següent, Schopenhauer als Erzieher (Schopenhauer com a educador). Glenn Most argumenta a favor de la possible traducció de l'assaig com "l'ús i abús dels departaments d'història per a la vida", ja que Nietzsche empra el terme Historie i no Geschichte. A més a més, al·lega que aquest títol pot tenir l'origen mitjançant Jacob Burckhardt, que s'havia referit al tractat de Leon Battista Alberti, De commodis litterarum atque incommodis (Sobre els avantatges i desavantatges dels estudis literaris). Glenn Most sosté que la inoportunitat de Nietzsche ací rau que demana un retorn, més enllà de l'historicisme, a l'humanisme de Humboldt i, tal vegada fins i tot més enllà, al primer humanisme del Renaixement.

Aquest assaig, en particular, és notable per mostrar l'elitisme cada vegada més estrident que Nietzsche estava desenvolupant. La tesi "inoportuna" de Nietzsche va directament en contra de la democràcia en afirmar agressivament com és de prescindible la massa majoritària de la humanitat i que l'únic significat de la història rau sols en els "grans individus":
 A mi, em sembla que les masses valen la pena ser observades només per tres aspectes: primer, com a còpies borroses dels grans humans, presentades en paper de mala qualitat i amb planxes d'impressió desgastades; després, com a resistència contra els grans humens i, en acabant, com a eines de treball dels grans. D'altra banda, que se les emporte el dimoni i les estadístiques.

## Schopenhauer com a educador
Schopenhauer als Erzieher (Schopenhauer com a educador), del 1874, descriu com el geni filosòfic de Schopenhauer podria provocar un ressorgiment de la cultura alemanya. Friedrich Nietzsche se centra en l'individualisme, l'honestedat i la fermesa de Schopenhauer, així com a la seua alegria, tot i el notori pessimisme de Schopenhauer.

## Richard Wagner a Bayreuth
Richard Wagner a Bayreuth (és a dir, després d'un interval de dos anys des de l'assaig anterior) estudia la música, el drama i la personalitat de Richard Wagner, de manera menys afalagadora del que podria suggerir la seua amistat amb el protagonista. L'esborrany originari n'era encara més crític que la versió darrera. Nietzsche considerà no publicar-lo per les seues actituds canviants envers Wagner i el seu art. El seu amic, l'entusiasta wagnerià Peter Gast (Heinrich Köselitz) , el va convéncer de tornar a redactar l'article i l'ajudà a preparar-ne una versió menys polèmica.